# Ivan Parlov
Ivan Parlov (* 3. April 1984 in Zagreb) ist ein kroatischer ehemaliger Fußballspieler auf der Position eines Mittelfeldspielers.

## Karriere
Parlov spielte in der Saison 2003/04 drei Partien für NK Hrvatski dragovoljac in der 2. HNL, bevor er im Sommer 2004 dem Ligakonkurrenten HNK Segesta Sisak anschloss.
Nach 26 Saisoneinsätzen für Segesta wechselte der linke Mittelfeldspieler 2005 zu NK Zagreb in die höchste kroatische Spielklasse. Dort war er von 2005 bis 2011 aktiv und konnte seine ersten nationalen Erfahrungen sammeln. Weiters spielte er in der Saison 2007/08 das erste Mal international und wurde für NK zweimal im UI-Cup eingesetzt. Anfang 2011 wechselte Parlov in die österreichische Bundesliga zum SV Mattersburg. Dort wurde er in seiner ersten Saison 14 Mal eingesetzt und die Mattersburger konnten den Abstieg mit Platz neun verhindern. Sein Debüt in der höchsten österreichischen Spielklasse gab der Kroate am 12. Februar 2011 beim 1:0-Auswärtssieg gegen den LASK Linz. Nach der Saison wechselte Parlov nach Zypern, spielte kurz für NK Slaven Belupo Koprivnica, dann für Inter Zaprešić und gab ein kurzes Gastspiel in Island. Von 2017 bis zum Karriereende zum Jahresbeginn 2020 war er in unterklassigen österreichischen Ligen aktiv.
Im Sommer 2012 wechselte er nach Zypern zu Apollon Limassol.